# 下巴赫河 (菲施巴赫河支流)
47°31′14″N 11°23′19″E / 47.52045°N 11.38862°E

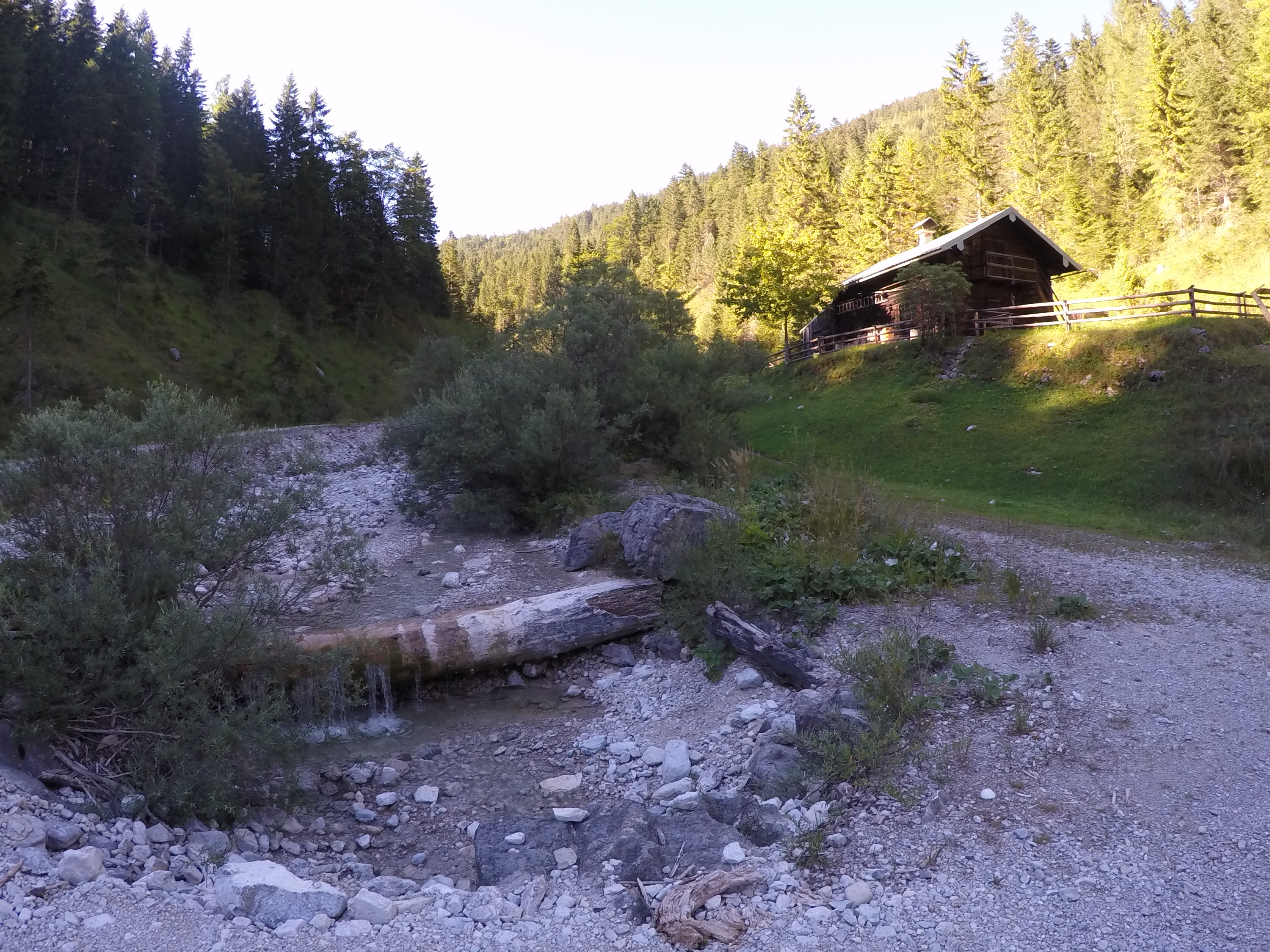

下巴赫河是德國的河流，位於該國東南部，由巴伐利亞負責管轄，屬於菲施巴赫河的支流，河道全長2公里，流域面積2.3平方公里。